# 민검사와 여선생
《민검사와 여선생》(閔檢事와 女先生)은 1966년 공개된 대한민국의 영화이다.

## 나오는 사람들
- 김지미: 박양춘(여선생) 역
- 김석훈: 민장손(민검사) 역
- 서영춘: 쌀집 이씨 역
- 도금봉: 천안댁 역
- 최성호: 탈옥수 역
- 조항: 최철수(선장, 박선생의 남편) 역
- 석일우: 창호(장손의 친구) 역
- 노도원: (어린이 역) 장손 역
- 김상원: (어린이 역) 창호 역
- 안성혜: (어린이 역) 애순(탈옥수의 딸) 역
- 천시자: 난실(장손의 처) 역
- 장혜자
- 윤신옥: 장손 할머니 역
- 윤일주: 형사 역
- 강계식: 사장(세창무역) 역
- 임해림: 형사 역
- 김세라: 강주사 역
- 최무웅: 김형사 역
- 전창근: (특별출연) 재판장 역

## 제작진
- 주식회사 대한연합영화사 제작
- 제작: 홍의선
- 기획: 한갑진, 전옥숙
- 원작: 고 김춘광
- 촬영: 전형배
- 조명: 박창호
- 음악: 백영호
- 편집: 권혁규
- 녹음: 대영녹음실
- 현상: 대영현상소
- 효과: 심재훈
- 분장: 김용학
- 연출보: 김인집, 김필기, 김정추
- 기록: 서윤모
- 촬영보: 임성남, 진상호, 김용철, 이일두
- 조명보: 홍재석, 표만성, 김성환, 임연용
- 제작부: 신인우, 임종락
- 각색·감독: 전범성

### EBS판 제작진
- 기획: 이유자
- 프로듀서: 김성숙
- C.G: 이수진
- 편집: 이백현
- 조연출: 안재경
- 연출: 변광호
- 기획: EBS
- 제작: 리플레이프로덕션
- 인터넷주소: 교육방송